# Гюнтер II фон Кефернбург
Гюнтер II фон Кефернбург (на немски: Günther II von Käfernburg; * 1039; † 1062) е граф на Кефернбург в Тюрингия.

## Биография
Той е син на граф Зицо I фон Кефернбург († пр. 1005) и вероятно унгарската принцеса Хедвиг Арпад. Внук е на граф Зигер фон Кефернбург († сл. 1000) и правнук на граф Гюнтер I фон Кефернбург († 957) и Анна от Аскания. Брат е на Зицо II († сл. 1075), граф на Кефернбург.
Гюнтер II фон Кефернбург умира неженен и бездетен през 1062 г.